# Johannes Ude
Johannes Ude (né le 28 février 1874 à Sankt Kanzian am Klopeiner See, mort le 7 juillet 1965 à Grundlsee) est un prêtre et théologien catholique autrichien. D'abord simple réformateur, végétarien, il s'engage en faveur de la théorie de l'économie libre de Silvio Gesell et, à partir de 1938, contre le régime nazi en Autriche. Après la Seconde Guerre mondiale, il reste un militant politique, écologiste, s'opposant à l'expérimentation animale et à l'énergie nucléaire.

## Biographie
Johannes Ude est le fils de l'instituteur Peter Ude et de son épouse Hedwige Bresnigg. En 1876, les parents et leurs onze enfants s'installent à Sankt Margarethen bei Silberberg, en Styrie. Il suit trois classes au Gymnasium privé de l'abbaye Saint-Lambert (de), puis rejoint le séminaire de Graz. Il obtient sa maturité en 1894 à l'Oberrealgymnasium Lichtenfels de Graz.
Dès son enfance, Ude a de fortes impulsions religieuses. Il veut devenir prêtre et s'inscrit à l'Université pontificale grégorienne. Il étudie d'abord la philosophie puis la théologie. Il obtient un doctorat dans les deux matières et finalement est ordonné prêtre à Rome. Il étudie également les sciences naturelles et obtient son doctorat pour la troisième fois en 1907. À l'occasion de cette remise de diplôme, il y a de grands troubles à l'université de Graz, car Ude est membre de KÖHV Carolina Graz. Sur le chemin de l'université, les confréries nationalistes allemandes déclenchent une bagarre. Il porte plainte, mais il est réprimandé par le directeur pour son comportement provocateur.
Dès 1905, il complète son habilitation en théologie par une thèse sur la dogmatique spéculative. Ude étudie aussi l'économie (doctorat en 1924), l'histoire de l'art et la médecine. En 1917, il fonde l'association Österreichs Völkerwacht, contre l'immoralité publique, la perte de la morale catholique sur la sexualité. Ude est membre de Bund für radikale Ethik, un mouvement fondé par Magnus Schwantje, qui défend d'abord les droits des animaux. En 1927, Ude présente sa propre liste, Ude-Verband, aux élections législatives autrichiennes de 1927. Cependant, cette activité politique lui est interdite par son évêque.
De 1936 à 1937, Ude enseigne à l'université de Graz. Son poste d'enseignant est révoqué par les autorités ecclésiastiques. Les sympathies initiales d'Ude pour le nazisme, pour les thèses anticapitalistes de la propagande nazie, se transforment en une opposition intransigeante après la Nuit de Cristal. En 1939, à cause d'une lettre de protestation, il est référé au Gauleiter de Styrie Sigfried Uiberreither et envoyé en exil à Grundlsee. On suppose qu'Ude s'implique activement dans le mouvement de résistance de Bad Aussee. Pendant la Seconde guerre mondiale, il écrit des études pacifistes et antimilitaristes, qui sont interdits par les nazis et seront rassemblées après la guerre et publiées sous le titre Tu ne tueras pas. Ude est arrêté en 1944 et accusé de démoralisation des troupes et condamné à mort. Il échappe à la peine de mort en raison de l'effondrement du régime nazi en 1945.
Après la Seconde Guerre mondiale, Ude entreprend de nombreuses activités de conférencier et d'écrivain et défend constamment les objectifs du mouvement pacifiste jusqu'à sa mort. Les autorités ecclésiastiques l'empêchent de retourner à l'université, à cause de ses opinions politiques. Johannes Ude est candidat indépendant à l'élection présidentielle autrichienne de 1951, il obtient 5 413 voix (0,13%). Dans le mouvement pacifiste, il appelle à la neutralité tout en côtoyant les communistes autrichiens.
Il est nommé 26 fois pour le prix Nobel de la paix, notamment avec le soutien d'Albert Schweitzer, prix Nobel 1952, en 1956.

## Œuvre
Ude décrit ainsi l'évolution de ses domaines d'activité : « J'ai d'abord lutté contre l'alcoolisme et le tabagisme, puis contre l'immoralité, en particulier la réglementation de la prostitution, j'ai traité de la question du plaisir et de la production de biens, j'ai prôné le végétarisme, j'ai combattu la guerre et j'ai travaillé pour l'idée de paix et j'ai lutté de toutes mes forces contre la corruption politique et le capitalisme. »
Son objectif pastoral est initialement d'aider les gens à vivre une vie naturelle et de travailler à changer leur style de vie personnel. Ude vitde manière cohérente : il est un non-fumeur engagé, végétarien et totalement abstinent. Ude considère d'abord le végétarisme comme la base du redressement social et économique ainsi que de la réalisation des valeurs chrétiennes. Compte tenu de ses avantages économiques en termes d’utilisation des terres et d’économie de temps et de travail, le végétarisme pourrait apporter une contribution importante à l’élimination du capitalisme. Cependant, plus il étudie l’économie, plus il lui devient évident que la cause du capitalisme est plus profonde et ne peut être combattue par des appels au changement de comportement. Il approche le mouvement de l'économie libre, qui réussit à le convaincre de ses objectifs grâce à sa théorie de l'argent libre et de la terre libre.
L'empressement d'Ude à publier, et plus encore son talent légendaire pour parler, lui vaut une popularité. Son engagement en faveur d'un pacifisme et d'un anticapitalisme en constante radicalisation déplaît à la hiérarchie ecclésiale, si bien qu'elle l'écarte. D'un autre côté, il n'est pas mis à l’Index librorum prohibitorum.
En 1962, il conduisit Hans-Joachim Führer, fils de Silvio Gesell, à la foi catholique et le baptise.